# Toini Gustafsson
Pour les articles homonymes, voir Gustafsson.
Toini Gustafsson-Rönnlund, née Toini Karvonen le 17 janvier 1938 à Suomussalmi, en Finlande, est une fondeuse suédoise, double championne olympique en 1968.

## Biographie
Originaire de Carélie occidentale, elle fait partie des enfants déplacés par la guerre et se retrouve à Björkenäs en Suède. Elle ne retourne pas en Finlande et obtient la nationalité suédoise après son premier mariage en 1956.
Sa première victoire internationale intervient dès 1960, où elle remporte le dix kilomètres du Festival de ski d'Holmenkollen, performance qu'elle renouvelle en 1967 et 1968. En 1962, elle gagne le premier de ses onze titres de championne de Suède et participe aux Championnats du monde, où elle prend la médaille d'argent au relais. Elle obtient le même métal aux Jeux olympiques d'hiver de 1964 dans la même épreuve.
Aux Championnats du monde 1966, elle décroche deux médailles de bronze, dont une sur le dix kilomètres et une sur le relais.
Aux Jeux olympiques d'hiver de 1968, où elle figure parmi les favorites, elle devient la reine de ce sport en remportant le titre sur le cinq kilomètres, trois secondes devant Galina Kulakova qui menait jusqu'au dernier kilomètre, puis sur le dix kilomètres, huit secondes devant Berit Mørdre Lammedal et finalement la médaille d'argent au relais, où elle effectue le meilleur temps personnel. Elle prend sa retraite sportive après les Jeux, sur un bilan de 33 victoires sur 44 courses.
Elle s'est mariée avec le fondeur Assar Rönnlund en 1968, avec qui elle vit à Umeå. Elle travaille en tant que professeur d'éducation physique.

## Distinctions
Elle reçoit les récompenses suivantes : 
- La Médaille d'or du Svenska Dagbladet en 1968.
- La Médaille Holmenkollen en 1967.

## Palmarès

### Jeux olympiques
| Édition | 5 km | 10 km | 3 × 5 km relais |
| ------- | ---- | ----- | --------------- |
| 1964    | 6e   | 8e    | Argent          |
| 1968    | Or   | Or    | Argent          |

### Championnats du monde
| Édition | 5 km | 10 km  | 3 × 5 km Relais |
| ------- | ---- | ------ | --------------- |
| 1962    | —    | —      | Argent          |
| 1966    | 6e   | Bronze | Bronze          |